# Дискографія Erste Allgemeine Verunsicherung
Австрійський гурт Erste Allgemeine Verunsicherung випустив шістнадцять студійних альбомів, один концертний альбом, один міні-альбом і сорок один сингл з моменту свого заснування в 1978 році. Згідно з даними про нагороди за продажі платівок, гурт продав понад 4,4 мільйона носіїв. Найуспішнішим релізом гурту є шостий студійний альбом Liebe, Tod & Teufel, який було продано тиражем понад 900 000 примірників.

## Альбоми

### Студійні альбоми
| Рік  | Пісні                                     | Позиції в чартах (тижні) | Позиції в чартах (тижні) | Позиції в чартах (тижні) | Примітка                                  |
| Рік  | Пісні                                     | DE                       | AUT                      | CH                       | Примітка                                  |
| ---- | ----------------------------------------- | ------------------------ | ------------------------ | ------------------------ | ----------------------------------------- |
| 1978 | 1. Allgemeine Verunsicherung              | –                        | 17 (4)                   | –                        | Випущений у жовтні 1978, перевиданий 2015 |
| 1981 | Café Passé                                | –                        | –                        | –                        | Випущений у травні 1981                   |
| 1983 | Spitalo Fatalo                            | –                        | 5 (10)                   | –                        | Продано +25,000 копій                     |
| 1984 | À la carte                                | –                        | 11 (14)                  | –                        | Продано +25,000 копій                     |
| 1985 | Geld oder Leben!                          | 10 (60)                  | 1 (78)                   | 3 (15)                   | Продано +800,000 копій                    |
| 1987 | Liebe, Tod & Teufel                       | 3 (53)                   | 1 (38)                   | 1 (34)                   | Продано +900,000 копій                    |
| 1990 | Neppomuk's Rache                          | 2 (41)                   | 1 (28)                   | 3 (23)                   | Продано +750,000 копій                    |
| 1991 | Watumba!                                  | 17 (25)                  | 1 (22)                   | 15 (7)                   | Продано +425,000 копій                    |
| 1994 | Nie wieder Kunst (wie immer …)            | 40 (12)                  | 1 (25)                   | 17 (10)                  | Продано +100,000 копій                    |
| 1997 | Im Himmel ist die Hölle los               | 37 (6)                   | 1 (19)                   | 20 (7)                   | Продано +50,000 копій                     |
| 1998 | Himbeerland                               | 55 (4)                   | 2 (21)                   | 30 (5)                   | Продано +40,000 копій                     |
| 2003 | Frauenluder                               | 90 (1)                   | 1 (18)                   | –                        | Продано +15,000 копій                     |
| 2007 | Amore XL                                  | 46 (3)                   | 1 (30)                   | 83 (1)                   | Продано +20,000 копій                     |
| 2010 | Neue Helden braucht das Land              | 26 (6)                   | 1 (29)                   | 34 (3)                   | Продано +20,000 копій                     |
| 2015 | Werwolf-Attacke – Monsterball ist überall | 15 (5)                   | 1 (21)                   | 16 (5)                   | Продано +15,000 копій                     |
| 2018 | Alles ist erlaubt                         | 7 (5)                    | 2 (34)                   | 13 (3)                   | Випущений 28 вересня 2018                 |

### Концертні альбоми
| Рік  | Пісні                              | Позиції в чартах (тижні) | Позиції в чартах (тижні) | Позиції в чартах (тижні) | Примітка                                          |
| Рік  | Пісні                              | DE                       | AUT                      | CH                       | Примітка                                          |
| ---- | ---------------------------------- | ------------------------ | ------------------------ | ------------------------ | ------------------------------------------------- |
| 1995 | Kunst Tour 95 — Live               | –                        | 12 (9)                   | –                        | Випущений 3 серпня 1995                           |
| 2010 | Neue Helden Live in Graz           | –                        | 8 (8)                    | –                        | Випущений 8 жовтня 2010                           |
| 2019 | 1000 Jahre EAV Live – Der Abschied | 3 (9)                    | 2 (11)                   | 30 (1)                   | Випущений 29 листопада 2019, продано +7,500 копій |

### Компіляції
| Рік  | Пісні                                            | Позиції в чартах (тижні) | Позиції в чартах (тижні) | Позиції в чартах (тижні) | Примітка                                           |
| Рік  | Пісні                                            | DE                       | AUT                      | CH                       | Примітка                                           |
| ---- | ------------------------------------------------ | ------------------------ | ------------------------ | ------------------------ | -------------------------------------------------- |
| 1988 | Kann denn Schwachsinn Sünde sein …?              | 13 (15)                  | 2 (14)                   | 15 (8)                   | Випущений 28 жовтня 1988, продано +800,000 копій   |
| 1996 | The Grätest Hitz                                 | 61 (7)                   | 10 (16)                  | –                        | Випущений 25 листопада 1996, продано +10,000 копій |
| 2000 | Let's Hop to the Pop — Das Allerbeste aber feste | 67 (4)                   | 9 (16)                   | –                        | Випущений 6 листопада 2000, продано +10,000 копій  |
| 2005 | 100 Jahre EAV … Ihr habt es so gewollt!!         | 40 (17)                  | 4 (196)                  | 78 (2)                   | Випущений 6 червня 2005, продано +220,000 копій    |
| 2006 | Platinum Kolläktschn                             | –                        | 41 (6)                   | –                        | Випущений 28 квітня 2006                           |
| 2014 | Jö schau … EAV                                   | –                        | 37 (5)                   | –                        | Випущений 3 червня 2014                            |
| 2016 | Was haben wir gelacht …                          | 57 (1)                   | 8 (4)                    | 49 (1)                   | Випущений 21 жовтня 2016, раритетний альбом        |

#### Інші компіляції
- 1987: Das Beste aus guten und alten Tagen (Bertelsmann-Club Edition)[1]
- 1989: Erste Allgemeine Verunsicherung
- 2004: The Very Best Of (Sound of Austria)
- 2008: I Am from Austria — Best of EAV
- 2009: Essential
- 2011: Austro Pop Parade
- 2011: Nur das Beste
- 2012: Krone-Edition
- 2015: Austropop-Collection
- 2015: Austropop-Legenden
- 2017: Austro Masters Collection
- 2019: 1000 Jahre EAV (Lieblingslieder aus 1000 Jahre EAV)

### Саундтреки
- 1986: Geld oder Leben!

### Мініальбоми
- 1987 — ''Märchenprinz / Einsamkeit'' (випущений лише в НДР),
- 2007 — ''Mei herrlich'' (завантажуваний мініальбом)

### Різдвяні альбоми
| Рік  | Пісні                                        | Позиції в чартах (тижні) | Позиції в чартах (тижні) | Позиції в чартах (тижні) | Примітка                   |
| Рік  | Пісні                                        | DE                       | AUT                      | CH                       | Примітка                   |
| ---- | -------------------------------------------- | ------------------------ | ------------------------ | ------------------------ | -------------------------- |
| 2021 | EAVliche Weihnachten — Ihr Sünderlein kommet | 20 (2)                   | 2 (12)                   | 38 (1)                   | Випущений 5 листопада 2021 |

### Сторонні проєкти
| Рік  | Пісні                     | Позиції в чартах (тижні) | Позиції в чартах (тижні) | Позиції в чартах (тижні) | Примітка                                                             |
| Рік  | Пісні                     | DE                       | AUT                      | CH                       | Примітка                                                             |
| ---- | ------------------------- | ------------------------ | ------------------------ | ------------------------ | -------------------------------------------------------------------- |
| 2000 | Austropop in Tot-Weiß-Tot | –                        | 12 (12)                  | –                        | Випущений 25 червня 2000, як Klaus Eberhartinger & Die Gruftgranaten |

## Сингли

### Як провідний виконавець
| Рік  | Пісня                                                      | Позиції в чартах (тижні) | Позиції в чартах (тижні) | Позиції в чартах (тижні) | Позиції в чартах (тижні) |                                                     |
| Рік  | Пісня                                                      | DE                       | AUT                      | CH                       | UK                       | Примітка                                            |
| ---- | ---------------------------------------------------------- | ------------------------ | ------------------------ | ------------------------ | ------------------------ | --------------------------------------------------- |
| 1983 | Der Alpen-Rap / Alp-Rapp (Schwedische Version)             | 36 (10)                  | 13 (2)                   | 6 (12)                   | –                        | Випущений 15 липня 1983                             |
| 1983 | Afrika — Ist der Massa gut bei Kassa                       | –                        | –                        | 6 (12)                   | –                        | Випущений 1 жовтня 1983                             |
| 1985 | Go, Karli, Go!                                             | –                        | –                        | 6 (12)                   | –                        | Випущений 1 січня 1985                              |
| 1985 | Ba-Ba-Banküberfall / Ba-Ba-Bankrobbery (Englische Version) | 7 (16)                   | –                        | 4 (16)                   | 63 (4)                   | Випущений 1 грудня 1985                             |
| 1986 | Märchenprinz                                               | 16 (13)                  | –                        | 1 (18)                   | –                        | Випущений 17 березня 1986                           |
| 1986 | Heiße Nächte (in Palermo)                                  | 16 (13)                  | –                        | 3 (14)                   | –                        | Випущений 4 червня 1986                             |
| 1986 | Fata Morgana                                               | 27 (11)                  | –                        | 11 (4)                   | –                        | Випущений 1 листопада 1986                          |
| 1987 | Küss’ die Hand, schöne Frau                                | 2 (23)                   | 2 (20)                   | 1 (22)                   | –                        | Випущений 17 жовтня 1987, продажі: +250 000         |
| 1988 | An der Copacabana                                          | 11 (14)                  | 8 (10)                   | 2 (12)                   | –                        | Випущений 1 березня 1988                            |
| 1988 | Burli                                                      | 41 (7)                   | –                        | 24 (4)                   | –                        | Випущений 1 червня 1988                             |
| 1988 | Kann denn Schwachsinn Sünde sein...?                       | 25 (13)                  | 24 (5)                   | 10 (8)                   | –                        | Випущений 1 листопада 1988                          |
| 1990 | Ding Dong                                                  | 7 (22)                   | 4 (16)                   | 1 (16)                   | –                        | Випущений 1 квітня 1990                             |
| 1990 | Samurai                                                    | 10 (20)                  | 17 (6)                   | 2 (13)                   | –                        | Випущений 22 липня 1990                             |
| 1990 | Einer geht um die Welt                                     | –                        | –                        | 26 (3)                   | –                        | Випущений 18 листопада 1990                         |
| 1991 | Jambo                                                      | 30 (13)                  | 26 (1)                   | 6 (12)                   | –                        | Випущений 13 жовтня 1991                            |
| 1992 | Hip-Hop                                                    | 77 (5)                   | –                        | 27 (5)                   | –                        | Випущений 22 лютого 1992                            |
| 1994 | 300 PS (Auto …)                                            | –                        | –                        | 5 (12)                   | –                        | Випущений 27 жовтня 1994                            |
| 1995 | Einmal möchte ich ein Böser sein                           | –                        | –                        | 17 (8)                   | –                        | Випущений 5 березня 1995                            |
| 1997 | Schau wie's schneit                                        | –                        | –                        | 17 (8)                   | –                        | Випущений 6 липня 1997                              |
| 1997 | Bongo Boy                                                  | –                        | –                        | 32 (2)                   | –                        | Випущений 1 грудня 1997                             |
| 1998 | Der Wein von Mykonos                                       | –                        | –                        | 8 (17)                   | –                        | Випущений 10 серпня 1998 (як *The Himbeer-Teddies*) |
| 1999 | Hasta la vista                                             | –                        | –                        | 35 (4)                   | –                        | Випущений 11 січня 1999                             |
| 1999 | 3 Weiße Tauben                                             | 31 (10)                  | –                        | –                        | –                        | Випущений 11 жовтня 1999                            |
| 2004 | God Bless America                                          | –                        | –                        | 24 (15)                  | –                        | Випущений 2 червня 2004                             |
| 2010 | Neue Helden (braucht das Land)                             | –                        | –                        | 38 (7)                   | –                        | Випущений 22 січня 2010                             |

#### Інші сингли
- 1979: Ihr Kinderlein kommet
- 1981: Alpen-Punk
- 1981: Oh nur du
- 1982: Total verunsichert
- 1984: Die Braut und der Matrose
- 1984: Schweinefunk
- 1985: Liebelei
- 1989: Es steht ein Haus (in Ostberlin) (als Ossi Ost-Born)
- 1991: s'Muaterl
- 1992: Inspektor Tatü
- 1994: Ping Pong
- 1995: Flugzeug
- 1995: Cinderella
- 1997: Blöd
- 1998: Die Pille für den Mann (als The Himbeer-Teddies)
- 2000: Ba-Ba-Ballamann
- 2010: Kriagst a Watschn

### Промо сингли
- 1984: Liebelei
- 1985: Das Böse ist immer und überall
- 1994: Nie-wieder-Kunst-Medley
- 1998: Die Russen kommen
- 1998: Radio Himbeerland
- 1999: Amore Romantica
- 2000: Let's-Hop-Medley
- 2003: Mein Gott
- 2003: Es tut weh und es tut gut
- 2005: Coconut Island
- 2007: Schnippel Schnipp
- 2007: Mei herrlich
- 2008: Matador
- 2008: Bum Bum (Monika)
- 2008: Amore
- 2009: Neue Helden braucht das Land
- 2010: Bitte Bier (feat. Malle-Kalle)
- 2014: Was ist los?
- 2015: Theater um die Kunst
- 2016: Was haben wir gelacht …
- 2018: Trick der Politik
- 2018: Salatisten-Mambo
- 2018: Gegen den Wind (feat. Lemo)
- 2018: Am rechten Ort
- 2019: Erzöh' ma' des

## Відеоальбоми
| Рік  | Пісні                              | Позиції в чартах (тижні) | Позиції в чартах (тижні) | Позиції в чартах (тижні) | Примітка                    |
| Рік  | Пісні                              | DE                       | AUT                      | CH                       | Примітка                    |
| ---- | ---------------------------------- | ------------------------ | ------------------------ | ------------------------ | --------------------------- |
| 2017 | Werwolf-Attacke — Live!            | –                        | –                        | 44 (1)                   | Випущений 27 січня 2017     |
| 2019 | 1000 Jahre EAV Live — Der Abschied | –                        | –                        | 2 (11)                   | Випущений 29 листопада 2019 |

### Інші відеоальбоми
- 1989: Echte Helden
- 1991: Neppomuk-Tour ’91
- 1995: Kunst-Tour ’95
- 2000: Let's Hop to the Pop
- 2004: Echte Helden auf Kunst-Tour
- 2006: 100 Jahre EAV (AT: розпродано понад 10.000)
- 2010: Neue Helden Tour

## Колекційні коробки
- 2006: Platinum Kolläktschn

## Статистика

### Позиції у чартах
|                          | DE | AUT | CH |
| ------------------------ | -- | --- | -- |
| Альбоми на першому місці | –  | 10  | 1  |
| Альбоми в топ-10         | 4  | 21  | 3  |
| Альбоми в чартах         | 17 | 26  | 16 |

|                         | DE | AUT | CH | UK |
| ----------------------- | -- | --- | -- | -- |
| Сингли на першому місці | –  | 3   | –  | –  |
| Сингли в топ-10         | 4  | 14  | 3  | –  |
| Сингли в чартах         | 14 | 24  | 7  | 1  |

### Сертифікації за продані одиниці
| Країна           | Золото | Платина | Продажі   |
| ---------------- | ------ | ------- | --------- |
| Німеччина (BVMI) | 3      | 4       | 2 450 000 |
| Австрія (IFPI)   | 6      | 28      | 1 287 500 |
| Швейцарія (IFPI) | 2      | 4       | 250 000   |
| Загалом          | 11     | 36      |           |